# Marquesado de Velagómez
El Marquesado de Velagómez es un título nobiliario español concedido  en 1867 por la reina Isabel II de España a Domingo de Chaves-Girón y Artacho.
Su nombre hace referencia al Caserío de Velagómez, núcleo de población del municipio de Sangarcía, en la provincia de Segovia, comunidad autónoma de Castilla y León, y su actual poseedor es Alfonso Gallego de Chaves y Castillo.

## Marqueses de Velagómez
|                                  | Titular                              | Periodo                          | Casa                             |
| Creación por Isabel II de España | Creación por Isabel II de España     | Creación por Isabel II de España | Creación por Isabel II de España |
| -------------------------------- | ------------------------------------ | -------------------------------- | -------------------------------- |
| I                                | Domingo de Chaves-Girón y Artacho    | 1867-1870                        | Casa de Chaves                   |
| II                               | Domingo de Chaves y Cistué           | 1871-1931                        | Casa de Chaves                   |
| III                              | Fernando Gallego de Chaves y Calleja | 1956-1974                        | Casa de Chaves                   |
| IV                               | Antonio Gallego de Chaves y Escudero | 1976-2003                        | Casa de Chaves                   |
| V                                | Alfonso Gallego de Chaves y Castillo | 2003- ¿?                         | Casa de Chaves                   |

## Historia de los marqueses de Velagómez
- Domingo de Chaves-Girón y Artacho (1801-1870), I marqués de Velagómez. Le sucedió su hijo.

1. Casado con María de los Dolores de Cistué y Bernaldo de Quirós Martínez de Aragón y Llanes, marquesa de Santivañez y Dama de la Orden de María Luisa (1820-Madrid, 5 de mayo de 1892).

- Domingo de Chaves y Cistué (1853-1931), II marqués de Velagómez. Le sucedió el nieto de su prima.

1. Casado en primeras nupcias con María de los Dolores de Ezpeleta y Contreras.
2. Casado en segundas nupcias con Maria Rosario Téllez-Girón y Fernández de Córdoba (1872-1957), XV Condesa de Peñaranda de Bracamonte y XII condesa de Pinto.

- Fernando Gallego de Chaves y Calleja (1889-1974), III marqués de Velagómez, XI conde de Cobatillas, VIII marques de Quintanar con Grandeza de España, XII conde de Santibáñez del Río, Ingeniero de Caminos, Jefe de Obras Públicas de Segovia, Presidente del Patronato Nacional de Turismo, escritor, literato, poeta y colaborador de ABC y La Nación. Le sucedió su hijo.

1. Casado con Elena de Escudero y Ohaco.

- Antonio Gallego de Chaves y Escudero (1935- ¿? ), IV marqués de Velagómez, XII conde de Cobatillas y IX marqués de Quintanar con Grandeza de España. Le sucedió su hijo.

1. Casado con Belén Castillo Moreno, hija del VI marqués de Jura Real.

- Alfonso Gallego de Chaves y Castillo (1974-   ), V marqués de Velagómez.

1. Casado con María de los Dolores Cabello de los Cobos y Narvaez.

## Árbol genealógico
| Victoriano de Chaves-Girón y Contreras-Girón IV marqués de Quintanar (1765-1845) |                                                                      |                                                                      |                                                                      |                                                                      |                                                                      |  |  |                                                                    |                                                                    |                                                                    |                                                                    |                                                                    |                                                                    |  |  |                                                                           |                                                               |                                                               |                                                               |                                                               |                                                               |  |  |  |  |  |  |  |  |  |  |  |  |  |  |  |  |
|                                                                                  |                                                                      |                                                                      |                                                                      |                                                                      |                                                                      |  |  |                                                                    |                                                                    |                                                                    |                                                                    |                                                                    |                                                                    |  |  |                                                                           |                                                               |                                                               |                                                               |                                                               |                                                               |  |  |  |  |  |  |  |  |  |  |  |  |  |  |  |  |
|                                                                                  |                                                                      |                                                                      |                                                                      |                                                                      |                                                                      |  |  |                                                                    |                                                                    |                                                                    |                                                                    |                                                                    |                                                                    |  |  |                                                                           |                                                               |                                                               |                                                               |                                                               |                                                               |  |  |  |  |  |  |  |  |  |  |  |  |  |  |  |  |
| Domingo de Chaves-Girón y Artacho I marqués de Velagómez (1801-1870)             | Domingo de Chaves-Girón y Artacho I marqués de Velagómez (1801-1870) | Domingo de Chaves-Girón y Artacho I marqués de Velagómez (1801-1870) | Domingo de Chaves-Girón y Artacho I marqués de Velagómez (1801-1870) | Domingo de Chaves-Girón y Artacho I marqués de Velagómez (1801-1870) | Domingo de Chaves-Girón y Artacho I marqués de Velagómez (1801-1870) |  |  | Francisco de Chaves y Artacho (1798-1833)                          | Francisco de Chaves y Artacho (1798-1833)                          | Francisco de Chaves y Artacho (1798-1833)                          | Francisco de Chaves y Artacho (1798-1833)                          | Francisco de Chaves y Artacho (1798-1833)                          | Francisco de Chaves y Artacho (1798-1833)                          |  |  |                                                                           |                                                               |                                                               |                                                               |                                                               |                                                               |  |  |  |  |  |  |  |  |  |  |  |  |  |  |  |  |
| Domingo de Chaves-Girón y Artacho I marqués de Velagómez (1801-1870)             | Domingo de Chaves-Girón y Artacho I marqués de Velagómez (1801-1870) | Domingo de Chaves-Girón y Artacho I marqués de Velagómez (1801-1870) | Domingo de Chaves-Girón y Artacho I marqués de Velagómez (1801-1870) | Domingo de Chaves-Girón y Artacho I marqués de Velagómez (1801-1870) | Domingo de Chaves-Girón y Artacho I marqués de Velagómez (1801-1870) |  |  | Francisco de Chaves y Artacho (1798-1833)                          | Francisco de Chaves y Artacho (1798-1833)                          | Francisco de Chaves y Artacho (1798-1833)                          | Francisco de Chaves y Artacho (1798-1833)                          | Francisco de Chaves y Artacho (1798-1833)                          | Francisco de Chaves y Artacho (1798-1833)                          |  |  |                                                                           |                                                               |                                                               |                                                               |                                                               |                                                               |  |  |  |  |  |  |  |  |  |  |  |  |  |  |  |  |
|                                                                                  |                                                                      |                                                                      |                                                                      |                                                                      |                                                                      |  |  |                                                                    |                                                                    |                                                                    |                                                                    |                                                                    |                                                                    |  |  |                                                                           |                                                               |                                                               |                                                               |                                                               |                                                               |  |  |  |  |  |  |  |  |  |  |  |  |  |  |  |  |
| Domingo de Chaves y Cistué II marqués de Velagómez (1853-1931)                   | Domingo de Chaves y Cistué II marqués de Velagómez (1853-1931)       | Domingo de Chaves y Cistué II marqués de Velagómez (1853-1931)       | Domingo de Chaves y Cistué II marqués de Velagómez (1853-1931)       | Domingo de Chaves y Cistué II marqués de Velagómez (1853-1931)       | Domingo de Chaves y Cistué II marqués de Velagómez (1853-1931)       |  |  | Francisco de Chaves y Centurión V marqués de Quintanar (1821-1854) | Francisco de Chaves y Centurión V marqués de Quintanar (1821-1854) | Francisco de Chaves y Centurión V marqués de Quintanar (1821-1854) | Francisco de Chaves y Centurión V marqués de Quintanar (1821-1854) | Francisco de Chaves y Centurión V marqués de Quintanar (1821-1854) | Francisco de Chaves y Centurión V marqués de Quintanar (1821-1854) |  |  | María Soledad de Chaves y Centurión (1817-1876)                           | María Soledad de Chaves y Centurión (1817-1876)               | María Soledad de Chaves y Centurión (1817-1876)               | María Soledad de Chaves y Centurión (1817-1876)               | María Soledad de Chaves y Centurión (1817-1876)               | María Soledad de Chaves y Centurión (1817-1876)               |  |  |  |  |  |  |  |  |  |  |  |  |  |  |  |  |
| Domingo de Chaves y Cistué II marqués de Velagómez (1853-1931)                   | Domingo de Chaves y Cistué II marqués de Velagómez (1853-1931)       | Domingo de Chaves y Cistué II marqués de Velagómez (1853-1931)       | Domingo de Chaves y Cistué II marqués de Velagómez (1853-1931)       | Domingo de Chaves y Cistué II marqués de Velagómez (1853-1931)       | Domingo de Chaves y Cistué II marqués de Velagómez (1853-1931)       |  |  | Francisco de Chaves y Centurión V marqués de Quintanar (1821-1854) | Francisco de Chaves y Centurión V marqués de Quintanar (1821-1854) | Francisco de Chaves y Centurión V marqués de Quintanar (1821-1854) | Francisco de Chaves y Centurión V marqués de Quintanar (1821-1854) | Francisco de Chaves y Centurión V marqués de Quintanar (1821-1854) | Francisco de Chaves y Centurión V marqués de Quintanar (1821-1854) |  |  | María Soledad de Chaves y Centurión (1817-1876)                           | María Soledad de Chaves y Centurión (1817-1876)               | María Soledad de Chaves y Centurión (1817-1876)               | María Soledad de Chaves y Centurión (1817-1876)               | María Soledad de Chaves y Centurión (1817-1876)               | María Soledad de Chaves y Centurión (1817-1876)               |  |  |  |  |  |  |  |  |  |  |  |  |  |  |  |  |
|                                                                                  |                                                                      |                                                                      |                                                                      |                                                                      |                                                                      |  |  | Francisco de Chaves y Armada VI marqués de Quintanar (1848-1910)   | Francisco de Chaves y Armada VI marqués de Quintanar (1848-1910)   | Francisco de Chaves y Armada VI marqués de Quintanar (1848-1910)   | Francisco de Chaves y Armada VI marqués de Quintanar (1848-1910)   | Francisco de Chaves y Armada VI marqués de Quintanar (1848-1910)   | Francisco de Chaves y Armada VI marqués de Quintanar (1848-1910)   |  |  | Antonio Gallego y Chaves VII marqués de Quintanar (1856-1916)             | Antonio Gallego y Chaves VII marqués de Quintanar (1856-1916) | Antonio Gallego y Chaves VII marqués de Quintanar (1856-1916) | Antonio Gallego y Chaves VII marqués de Quintanar (1856-1916) | Antonio Gallego y Chaves VII marqués de Quintanar (1856-1916) | Antonio Gallego y Chaves VII marqués de Quintanar (1856-1916) |  |  |  |  |  |  |  |  |  |  |  |  |  |  |  |  |
|                                                                                  |                                                                      |                                                                      |                                                                      |                                                                      |                                                                      |  |  | Francisco de Chaves y Armada VI marqués de Quintanar (1848-1910)   | Francisco de Chaves y Armada VI marqués de Quintanar (1848-1910)   | Francisco de Chaves y Armada VI marqués de Quintanar (1848-1910)   | Francisco de Chaves y Armada VI marqués de Quintanar (1848-1910)   | Francisco de Chaves y Armada VI marqués de Quintanar (1848-1910)   | Francisco de Chaves y Armada VI marqués de Quintanar (1848-1910)   |  |  | Antonio Gallego y Chaves VII marqués de Quintanar (1856-1916)             | Antonio Gallego y Chaves VII marqués de Quintanar (1856-1916) | Antonio Gallego y Chaves VII marqués de Quintanar (1856-1916) | Antonio Gallego y Chaves VII marqués de Quintanar (1856-1916) | Antonio Gallego y Chaves VII marqués de Quintanar (1856-1916) | Antonio Gallego y Chaves VII marqués de Quintanar (1856-1916) |  |  |  |  |  |  |  |  |  |  |  |  |  |  |  |  |
|                                                                                  |                                                                      |                                                                      |                                                                      |                                                                      |                                                                      |  |  |                                                                    |                                                                    |                                                                    |                                                                    |                                                                    |                                                                    |  |  | Fernando Gallego de Chaves y Calleja III marqués de Velagómez (1889-1974) |                                                               |                                                               |                                                               |                                                               |                                                               |  |  |  |  |  |  |  |  |  |  |  |  |  |  |  |  |
|                                                                                  |                                                                      |                                                                      |                                                                      |                                                                      |                                                                      |  |  |                                                                    |                                                                    |                                                                    |                                                                    |                                                                    |                                                                    |  |  |                                                                           |                                                               |                                                               |                                                               |                                                               |                                                               |  |  |  |  |  |  |  |  |  |  |  |  |  |  |  |  |
|                                                                                  |                                                                      |                                                                      |                                                                      |                                                                      |                                                                      |  |  |                                                                    |                                                                    |                                                                    |                                                                    |                                                                    |                                                                    |  |  | Antonio Gallego de Chaves y Escudero IV marqués de Velagómez (1935- )     |                                                               |                                                               |                                                               |                                                               |                                                               |  |  |  |  |  |  |  |  |  |  |  |  |  |  |  |  |
|                                                                                  |                                                                      |                                                                      |                                                                      |                                                                      |                                                                      |  |  |                                                                    |                                                                    |                                                                    |                                                                    |                                                                    |                                                                    |  |  |                                                                           |                                                               |                                                               |                                                               |                                                               |                                                               |  |  |  |  |  |  |  |  |  |  |  |  |  |  |  |  |
|                                                                                  |                                                                      |                                                                      |                                                                      |                                                                      |                                                                      |  |  |                                                                    |                                                                    |                                                                    |                                                                    |                                                                    |                                                                    |  |  | Alfonso Gallego de Chaves y Castillo V marqués de Velagómez (1974 - )     |                                                               |                                                               |                                                               |                                                               |                                                               |  |  |  |  |  |  |  |  |  |  |  |  |  |  |  |  |